# Wubanoides fissus
Wubanoides fissus là một loài nhện trong họ Linyphiidae.
Loài này thuộc chi Wubanoides. Wubanoides fissus được Wladislaus Kulczynski miêu tả năm 1926.